# Развој духовног живота у Босни под утицајем турске владавине
„Развој духовног живота у Босни под утицајем турске владавине“ назив је докторске дисертације српског књижевника и нобеловца Иве Андрића. Написана је на немачком језику. Тематски представља Андрићев покушај да оцрта развојну линију духовног живота Босне од времена њене државне самосталности до укидања Османлијске власти. Дисертација започиње сагледавањем културних разлика у средњовековној Босни и сукоба римокатоличке и православне цркве са већинском богумилском заједнициом, док је главни део посвећен исламизацији Босне, положају римокатоличке и православне цркве под турском управом, културном заостатку овог поднебља у односу на остатак Европе и историјском утицају Османлија на живот и карактере становника. Основна теза овог рада је тврђење да је Босну освојио један азијатски ратнички народ, чије су друштвене институције и обичаји значили негацију сваке хришћанске културе и чија је вера прекинула духовни живот земље, изобличила га и од њега начинила нешто сасвим особено.
Андрић је дисертацију писао под тешким околностима, пошто је због незавршеног факултета, отпуштен из дипломатске службе Краљевине Срба, Хрвата и Словенаца, а доктори су му установили и туберкулозу. Дисертацију је одбранио на Универзитету у Грацу 1924. године, пред комисијом коју су чинили Рајмунд Фридрих Кајндл и Хајнрих Феликс Шмит. Обојица су рад оценили оценом изврсно. Пошто је дисертација настала из потребе стицања дипломе, без великих научних амбиција, Андрић није дозвољавао да се она преводи и штампа за време његовог живота. Први превод на српски језик је објављен у часопису „Свеске Задужбине Иве Андрића” (број 1 за 1982. годину). Превод је начинио Зоран Константиновић. Касније је превод штампан у више издања.
Данас се значај ове дисертације своди на њен литерални и поетички значај, а не на научно-историјску важност. У њему су наговештене многобројне теме које ће писца окупирати у његовим прозним делима. Многе књиге до којих је дошао пишући тезу, Андрић је доцније користио као историјску грађу за писање романа и приповедака које описују живот Босне под Османлијским царством. Последњих година Андрићева докторска теза изазива контроверзе међу појединим припадницима бошњачког народа. Наиме, појединци управо дисертацију истичу као један од текстова којима је Андрић наводно доприносио мржњи према муслиманима.